# 加藤えり
加藤 えり（かとう えり、1972年12月28日 -  ）は、日本の女性フリーアナウンサー、インターテイク所属。加藤絵里から改名。

## 人物・来歴
- 愛知県知多市出身
- 信州大学経済学部卒業
- 血液型：B型
- 身長：164cm
- 特技：スキューバーダイビング・カヌー
- 元長野朝日放送アナウンサー

## 出演番組
- 朝だ!生です旅サラダ（朝日放送）
- 朝トレ on PodTV（Pod TV）
- 海からのメッセージ（テレ朝チャンネル）
- ウッチャンナンチャンの炎のチャレンジャーこれができたら100万円!!（テレビ朝日）
- スーパーモーニング（テレビ朝日）
- ニュースJAPAN（フジテレビ）
- ニュースの森（TBS）

## 出演作
- クラッシュバンディクーカーニバル 隠しムービー出演
- こどもちゃれんじ・じゃんぷ（ベネッセ）
- 埼玉りそな銀行（CM）